# 高田之鐵橋站
高田之鐵橋站（日语：／ Takadano-tekkyō eki */?）是位於茨城縣常陸那珂市橫堰9748番2號，常陸那珂海濱鐵道的湊線車站。

## 概要
此站位於常陸那珂市（舊·那珂湊市）的國道245號橋樑下方。此站是常陸那珂海濱鐵道成立後首座新開設的車站。

## 歷史
此站是2013年至2017年度的「湊線第二期基本計劃」中開設的車站。在決定正式名稱前，此站的暫名為柳丘站（日语：／）。在2013年（平成25年）12月15日，於那珂湊站月台上舉行「湊線啟用100周年紀念典禮」時候正式發表此站的名稱。上一座湊線新車站是52年前啟用的日工前站（現時：工機前站）。
車站名稱取自此站附近中丸川的中丸川橋樑，當地會以（高田之鐵橋）稱呼該橋，該橋樑名稱取自舊地名「高田」。

### 年表
- 2014年（平成26年）10月1日 - 車站啟用。

## 車站構造
此站是地面車站，設有1面1線的單式月台，此站是無人車站。在月台上設有候車室。

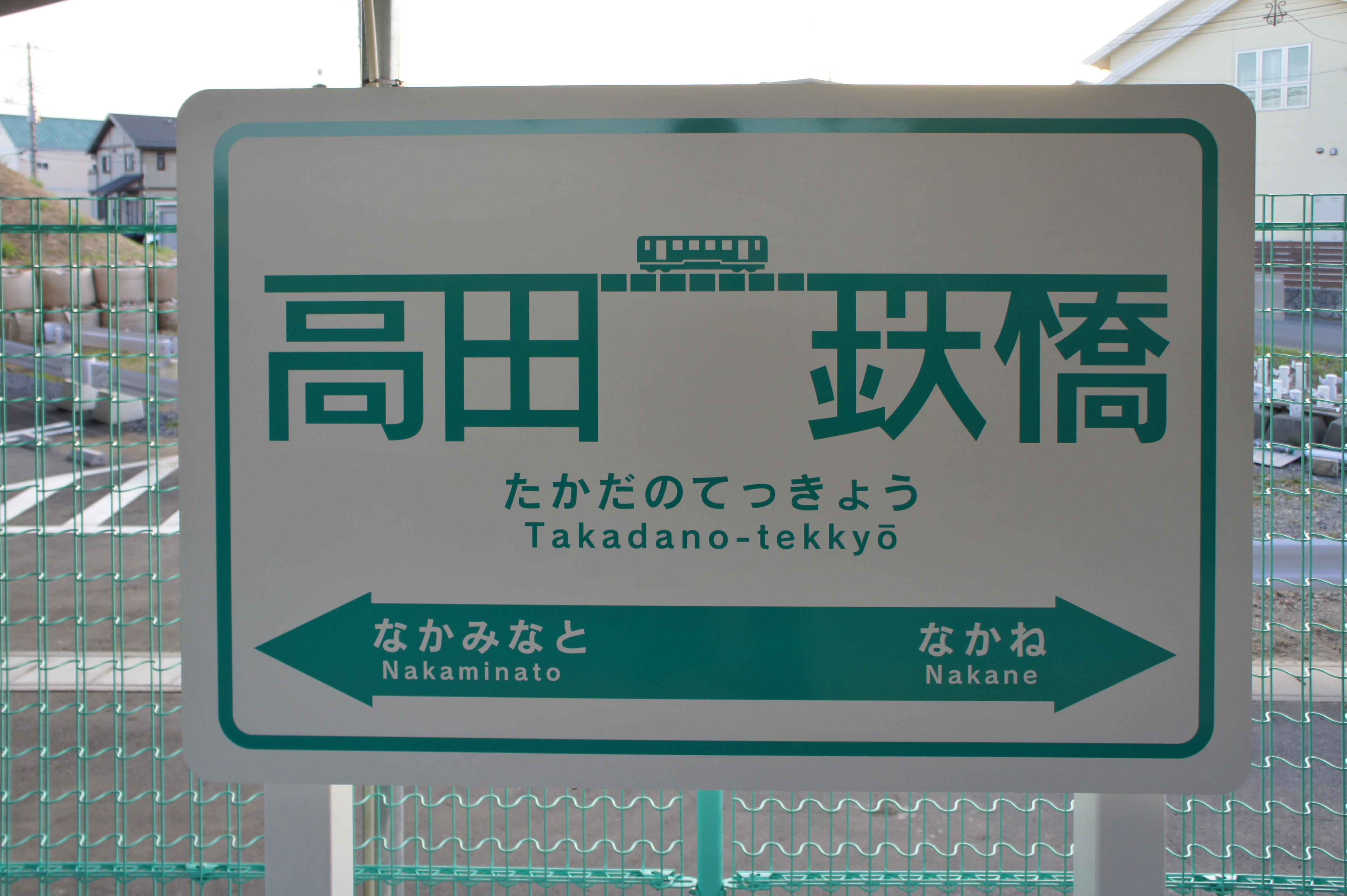
站名牌(2014年10月12日)

## 在此站的運行形態
- 上行（勝田方向）
  - 日間設有大約每小時1-2班普通列車停靠[5]。
- 下行（那珂湊、阿字浦方向）
  - 日間設有大約每小時1-2班普通列車（前往阿字浦）停靠，早上和黃昏設有前往那珂湊的列車[5]。

## 使用狀況
- 以下為此站使用狀況變遷[6]：
  - 一年乘車人次以人作單位。更適合用於比較年度數據。
  - 當中，最高値會使用紅色，在最高値記錄年度以後的最低値使用青色、在最高値記錄年度以前的最低値使用綠色作標記。

| 年度               | 一年乘車人次：人／年度 | 一年乘車人次：人／年度 | 一年乘車人次：人／年度 | 一年乘車人次：人／年度 | 特別事項 |
| ------------------ | ---------------------- | ---------------------- | ---------------------- | ---------------------- | -------- |
| 年度               | 通勤定期乘客           | 上學定期乘客           | 其他乘客               | 合計                   | 特別事項 |
| 2014年（平成26年） |                        |                        |                        | 10,950                 |          |
| 2015年（平成27年） |                        |                        |                        | 22,995                 |          |
| 2016年（平成28年） |                        |                        |                        | 22,265                 |          |
| 2017年（平成29年） |                        |                        |                        | 23,216                 |          |
| 2018年（平成30年） |                        |                        |                        | 23,360                 |          |

## 車站周邊
此站位於湊線和國道245號相交處（高架橋下）。
- 中丸川橋樑
- 中丸川
- 常陸那珂警署（日语：ひたちなか警察署）那珂湊警察中心

## 相鄰車站
常陸那珂海濱鐵道
■湊線
中根－高田之鐵橋－那珂湊

## 注腳
1. 1 2  ひたちなか海浜鉄道新駅の名称決まる（日語） - 鐵道Hovidas，2013年12月19日
2. ↑  ひたちなか海浜鉄道の新駅は「高田の鉄橋」…来年10月開業予定 （页面存档备份，存于）（日語） - Response.，2013年12月17日
3. ↑  . 茨城新聞 (茨城新聞社). 2013-12-16  [2013-12-01]. （原始内容存档于2013-12-16） （日语）.
4. ↑   (新闻稿). 常陸那珂海濱鐵道. 2013-12-17  [2013-12-19]. （原始内容存档于2013-12-17） （日语）.
5. 1 2  高田之鐵橋駅時刻表.駅探（日語）
6. ↑  ひたちなか市統計書各年度版 （页面存档备份，存于）（日語）

## 外部連結
- 高田之鐵橋站 （页面存档备份，存于）（日語） - 常陸那珂海濱鐵道